# High Life (Wayne Shorter)
High Life  è un album del sassofonista jazz Wayne Shorter pubblicato nel 1995. Si tratta del primo album registrato per la Verve Records.
Tutti i brani sono stati scritti e arrangiati da Wayne Shorter.

## Tracce
1. Children of the Night – 7:23
2. At the Fair – 7:29
3. Maya – 5:12
4. On the Milky Way Express – 5:35
5. Pandora Awakened – 6:20
6. Virgo Rising – 6:46
7. High Life – 6:28
8. Midnight in Carlotta's Hair – 7:18
9. Black Swan (In Memory of Susan Portlynn Romeo) – 2:04

## Formazione
- Wayne Shorter - sassofono  soprano, alto, tenore e baritono
- Rachel Z - pianoforte, Sintetizzazore
- David Gilmore – chitarra elettrica
- Marcus Miller – basso, Rhythm Programming
- Lenny Castro - percussioni
- Airto Moreira - percussioni
- Munyungo Jackson  - percussioni in Midnight in Carlotta's Hair
- Kevin Ricard – percussioni in Midnight in Carlotta's Hair
- Will Calhoun - Drums
- Terri Lyne Carrington – batteria in Midnight in Carlotta's Hair